# 馬科斯·馬塔
馬科斯·馬塔（西班牙語：Marcos Mata，1986年8月1日—），阿根廷籃球運動員。在場上的位置是小前鋒。他現在效力於巴西籃球聯賽球隊弗蘭卡籃球俱樂部。他也代表阿根廷國家籃球隊參賽。